# Comuna Savarka, Bohuslav
Savarka (în ucraineană Саварка) este o comună în raionul Bohuslav, regiunea Kiev, Ucraina, formată din satele Liutari și Savarka (reședința).

## Demografie
Componența lingvistică a comunei Savarka
     Ucraineană (97,88%)
     Rusă (1,75%)
     Alte limbi (0,09%)
Conform recensământului din 2001, majoritatea populației comunei Savarka era vorbitoare de ucraineană (97,88%), existând în minoritate și vorbitori de rusă (1,75%).